# Polo (análisis complejo)

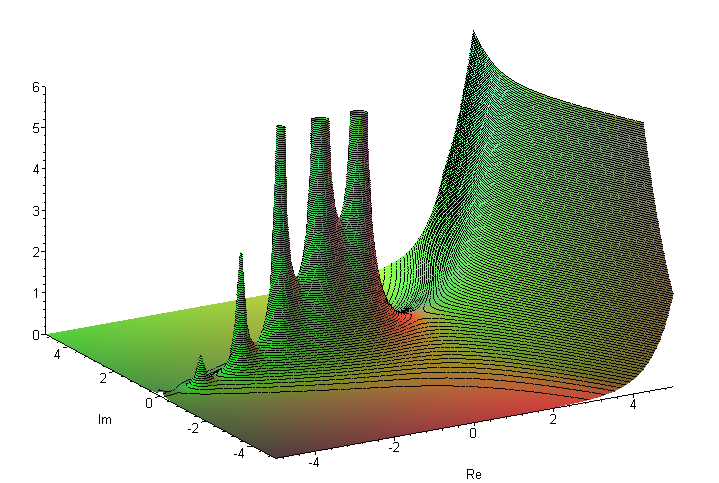
El valor absoluto de la Función gamma. La imagen muestra que la función tiende a infinito en los polos (izquierda). En la parte derecha, la función Gamma no tiene polos, únicamente se incrementa rápidamente.

En análisis complejo, un polo de una función holomorfa es un cierto tipo de singularidad que se comporta como la singularidad 1/zn en z = 0. Un polo de la función f(z) es un punto z = a tal que f(z) tiende a infinito a medida que z tiende a a.

## Definición
Formalmente, sea U un subconjunto abierto del plano complejo C, sea a un elemento de U y f : U − {a} → C es una función holomorfa . Si existe una función holomorfa g : U → C y un número natural n tal que:
{\displaystyle f(z)={\frac {g(z)}{(z-a)^{n}}}}
para toda z de U − {a}, entonces llamamos a a polo de f. Si el entero n se escoge tan pequeño como sea posible, entonces n se le denomina orden del polo. Un polo de orden 1 también es llamado polo simple.
Equivalentemente, a es un polo de orden n≥ 0 de una función f si existe un entorno abierto U de a tal que f : U - {a} → C es holomorfa y el límite 
{\displaystyle \lim _{z\to a}(z-a)^{n}f(z)}
existe y es diferente de 0.

## Clasificación
Evaluando f(z) en el punto a, este es un polo de orden n de f si y solo si todos lo términos de la serie de Laurent de f definidos en el entorno de a de grado inferior a n se anulan y el término de grado n es distinto de cero.
Un polo de orden 0 es una singularidad evitable. En este caso, el límite limz→a f(z) existe como número complejo, y la función puede ser representada por una serie de Taylor. Si el orden es mayor que 0, entonces limz→a f(z) = ∞, y la función tendrá un desarrollo en términos de la serie de Laurent.
Si la primera derivada de la función f tiene un polo simple en a, entonces a es un punto de ramificación de f. (El recíproco no tiene porque ser cierto).
Una singularidad no evitable que no es un polo ni un punto de ramificación se le llama singularidad esencial.
Una función holomorfa cuyas todas sus singularidades son polos se le denomina función meromorfa.